# Avenida Marechal Craveiro Lopes
Die Avenida Marechal Craveiro Lopes ist eine übergeordnete Innerortsstraße im Norden der portugiesischen Hauptstadt Lissabon. Sie ist Teil der autobahnähnlich ausgebauten Straßenspange 2ª Circular (Teil der Europastraße 1) und führt vom Viadukt am Campo Grande zur Rotunda do Aeroporto. 

## Geschichte
Die Avenida Marechal Craveiro Lopes wurde fünfeinhalb Jahre nach seinem Tod per Erlass der Câmara Municipal von Lissabon am 12. Februar 1970 nach dem General und Staatspräsidenten Francisco Craveiro Lopes (1894–1964) benannt.

## Bauten
An der Avenida Marechal Craveiro Lopes liegen unter anderem ein Hotel der Kette Radisson Blu sowie zahlreiche Fabrik- und Verwaltungsgebäude. Sie führt südlich am Gelände des Flughafens vorbei.